# Suicide
Suicide (англ. самогубство) — американський дует, що стояв біля витоків панк-року, індастріалу та електропопу. Сформований 1970 року у місті Нью-Йорк.

## Біографія

### 1970-ті
Дует Suicide виник наприкінці 1970 року як музичний проєкт скульптора-авнґардиста Елана Віґи (справжнє ім'я — Берух Алан Бермовиц, 1938—2016) та безробітного піяниста Мартина Рева (справжнє ім'я — Мартин Ревербай, народ. 1947). Віґа перебував під враженням від виступів Velvet Underground і Stooges, а Рев захоплювався музикою Телоніюса Монка та Сисила Тейлора. Можна сказати, що Suicide радикалізували та довели до абсурду мінімалізм поп-музичного та джазового андеґраунду кінця 1960-х.
Віґа фактично був бездомним, крав, вживав наркотики. Його скульптури були такими собі хрестами-розп'яттями, зібраними зі знайденого на вулиці сміття і неонових трубок, що їх він крав на будівельних майданчиках. Є відома фотоґрафія Suicide з 1970-х, що на ній знято двох, схожих радше на бездомних жебраків, ніж на музикантів, чоловіків: один стоїть, обпершись на брудну стіну, другий лежить на картонці, згорнувшись «калачиком». Так от це не артистична поза — це правда життя.
З гуртом художників Віґа заснував перший з тогочасних комунальних будинків культури. Міська влада зняла приміщення для комуни незаможних художників, що зобов'язалися влаштувати різноманітні культурні заходи. Скориставшись безконтрольністю, Віґа жив у цій виставковій залі, що вона слугувала одночасно і студією, і концертним майданчиком. На концерті якогось аванґардистського біґ-бенду він познайомився з одним з його учасників — Мартином Ревом, що йому також нікуди було подітися у кошмарному Нью-Йорку. Мартин став часто навідуватися до ґалереї. Він був джазовим клавішником, а також непогано грав на баранах. Так виникла ідея синтезаторного дует, відбулися перші репетиції, а згодом і перші концерти.
Коли Рев і Віґа зауважили, що на підйомі знаходяться такі особи як Петті Сміт і Ramones, вони зробили спробу приклеїтися до панк-хвилі, але безрезультатно. Їхні виступи викликали лють панків: у Suicide не було гітар, не було барабанів, вони — з точки зору рок-музики — були ненормальні.

### Музика
Музику Suicide 1970-х можна описати як похмуру гіпертрофовану пародію на Елвіса Преслі. Те саме стосується і текстів: примітив, але виконаний чуттєвим, сильним голосом рокабілі-героя.
Дике синтезаторне ревіння просто обурювало слухачів. Якщо м'який і мелодійний синтезаторний гуркіт Kraftwerk, піонерів елєктро-попу з Німеччині, сприймався як щось інопланетно-загадкове, то Suicide звучали як казна що. Мартин Рев носив афро-шевелюру та величезні чорні окуляри (його «фірмовий» зовнішній вигляд), а Елан Віґа перев'язував волосся широкою стрічкою або хустинкою, на тіло вдягав ковбойську різнобарвну сорочку та шкіряну куртку з кантрі-бахромою, ноги в широченних штанах, а в руках — ланцюг. Цим ланцюгом Віґа розмахував над головою, бив по стінах, гуляючи під час вистпу по клюбу, а також відбивався від знахабнілою публіки.
У відповідь публіка шаленіла та просто ненавиділа музикантів. На сцену летіли плювки, пляшки та ножі. Якось після закінчення виступу в Торонто об елєктроорґан, що залишили на сцені, ще п'ятнадцять хвилин поспіль розбивали порожні пляшки.

### Перша платівка
Дебютний альбом «Suicide» (1977), свого часу майже не помічений і мало ким оцінений, сьогодні звучить як сенсація, як фантастика, як божевілля. Його рівня більше ніхто не зміг дотягти — ані сам гурт, ані його епігони, а їх була маса, особливо в середовищі британського та німецького синті-попу та «нової хвилі» 1980-х: Cabaret Voltaire, DAF, Depeche Mode, Erasure, Sigue Sigue Sputnik, Sisters Of Mercy, Soft Cell, Yaz і далі до індастрійєлу, нойзу та мінімалістичного елєктро-попу.
Музику альбому зроблено всього на двох інструментах — на орґані Farfisa і на ритм-машині (виготовленій фірмою, що жадного стосунку до музичних інструментів не мала). Орґан був поламаний, і Мартин Рев не мав грошей його полагодити.
Музика — монотонний стогін, що захлинається сам у собі. Дуже часто один і той самий акорд довбеться від початку пісні до її кінця. Пісні гурту піснями можна вважати лише умовно. Ніяких змін у піснях не відбувається: напруга не зростає і не спадає; жадного полегшення, зміни гармоній, збивок, приспівів. Настрій перших секунд залишається незмінним до кінця номера. Ритмічно Suicide схожі радше на уповільнений рокабілі.
Віґа не стільки співає, скільки голосить. То він холодний і байдужий, то істеричний. У стилі Віґи нескладно розчути манеру Преслі. Власне, Suicide і називали «Елвісом з пекла». Голос пропущено через ревербератор, він звучить в ореолі жахливого луна-ефекту, що розмазує його в просторі.
Найбільш забойним номером платівки є 10-хвилинна пісенька «Frankie Teardrop». У ній йдеться про безробітного молодого чоловіка, очевидно, ветерана війни, що переступив межу, вбив спочатку свою дитину, дружину, а потім і самого себе.

### 1980-ті й після
Після виходу дебютного альбому Suicide кілька разів з'їздили до Європи та виступили як гурт на розігріві в Елвіса Костелло і Clash. Ці концерти були катастрофою, так само як американське стадіонне турне разом із гуртом Cars. Коли почалася епоха синті-попу, і відверті епіґони (наприклад, Soft Cell) потрапили до гіт-парадів і заробили грошей, Suicide припинили своє істнування.
Історія Suicide після першого альбому, це — історія пристосування до актуальної поп-музики. З одного боку, Suicide провокували свою аудиторію; з иншого — прагнули робити музику, що мала б успіх. Їхнім продюсером з кінця 1970-х був Рік Окезек, гітарист Cars, що намагався втиснути гурт у кічевий елєктро-поп. Це дуже помітно на другому альбомі «Suicide» (або «Alan Vega and Martin Rev», 1980): більшість доріжок на ньому — дивний недо-синті-поп.
Після восьмирічної перерви Suicide повернулися до студії, щоби записати «A Way of Life» (1988) — альбом «пісень» без мелодій (за винятком 'I Surrender', присвяченої чи то жінці, чи то героїну), без веселощів, але з масою монотонного техно-ритму, збоченого диско та задушливої луни голосів відчайдушних мешканців міського пекла.
Платівка «Why Be Blue» (1992) — найнижча точка творчої еволюції гурту. Вона звучить як пародія на послідовників і учнів Suicide — невдала імітація «елєктронної музики для тіла» (electronic body music, EBM).
П'ятий, останній альбом «American Supreme» (2002) став поверненням до форми, але, як завжди у випадку з Suicide, вельми своєрідним. Слова «пісень», як і раніше, звучать одночасно і приголомшливо щиро, і карикатурно. Тематика — занепад, смертельна хвора Америка, насильство. Музика — розчленований гаус, дефективний гіп-гоп й ураганні хвилі луна-ефектів.

## Цікавинки
- Suicide запустили у вжиток слово «панк» стосовно музики: свої перші виступи початку 1970-х вони називали «панк-месами» (punk mass).
- Дует демонструє неспроможність (або небажання) реґулярно працювати в студії та видавати музику так, як це заведено в музичній промисловості: з 1970 року вони спромоглися видати лише п'ять альбомів.
- Наскільки послідовно Suicide уникають перетворюватися на звичайний рок-н-рол-бенд, настільки ж послідовно уникає їх комерційний успіх. Точніше в їхньому випадку він набуває збочених форм: найбільше грошей від продажу платівок дует заробив не від продажу одного зі своїх альбомів, а від продажу звукової доріжки до фільму «Ворон» (The Crow, 1994), до якої увійшла їхня пісня «Ghost Rider», але знову ж таки не в їхньому виконанні, а у виконанні гурту Генрі Роллінза.

## Дискографія
- Suicide (LP, Red Star, 1977)
- 21½ Minutes in Berlin / 23 Minutes in Brussels (LP, Red Star, 1978) Запис двох концертних виступів: у Neue Welt (Берлін) 30 липня 1978 і в Ancienne Belgique (Брюссель) 16 червня 1978 р.
- Suicide: Alan Vega and Martin Rev (LP, ZE/Island, 1980)
- ½ Alive (CS, ROIR, 1981) Збірка записів репетицій, демо та живих виступів.
- Ghost Riders (CS, ROIR, 1986) Запис виступу в Walker Art Center (Міннеаполіс) 19 вересня 1981 р.
- A Way of Life (LP, Chapter 22, 1988)
- Why Be Blue (CS/CD, Brake Out, 1992)
- Zero Hour (CD, Red Star, 1997) Запис концертів у Нью-Йорку та Берліні 1978 р.
- American Supreme (2xLP/CD, Mute, 2002)
- Attempted: Live at Max's Kansas City 1980 (2xLP/CD, Sympathy For The Record Industry, 2004) Виступ у клюбі Max's Kansas City (Нью-Йорк), 18 січня 1980 р.
- Live 1977—1978 (6xCD, Blast Firt Petite, 2006) Записи 14 виступів у США та Західній Європі.
- First Rehearsal Tapes (LP, Superior Viaduct, 2017) Записи з 1975 р.
- Surrender (2xLP/CD, Mute, 2022) Збірка.